# Tauerei
Die Tauerei ist ein Oberbegriff für die Kettenschifffahrt und die Seilschifffahrt und wird vor allem in der älteren Literatur auch als französisch Touage bezeichnet. Sie beschreibt das System der Schleppschifffahrt, bei welcher sich das Schleppschiff entlang einer Kette oder eines Seiles zieht.
Der auf diese Weise bewegte Kettendampfer oder Seildampfer dient in gewöhnlicher Weise als Schleppschiff (Toueur), welchem die Lastschiffe angehängt werden. Der Begriff Tauerei hat nicht unmittelbar mit dem Wort Tau (Seil) zu tun, an dem sich der Tauer (Toueur) vorwärts zog. Der Begriff stammt vielmehr von dem französischen Wort touage (von touer = ziehen, schleppen), das für diese Art der Fortbewegung in Frankreich verwendet wurde. In der englischen Übersetzung für ziehen to tow leitet sich die deutsche Bezeichnung Tauerei ab.

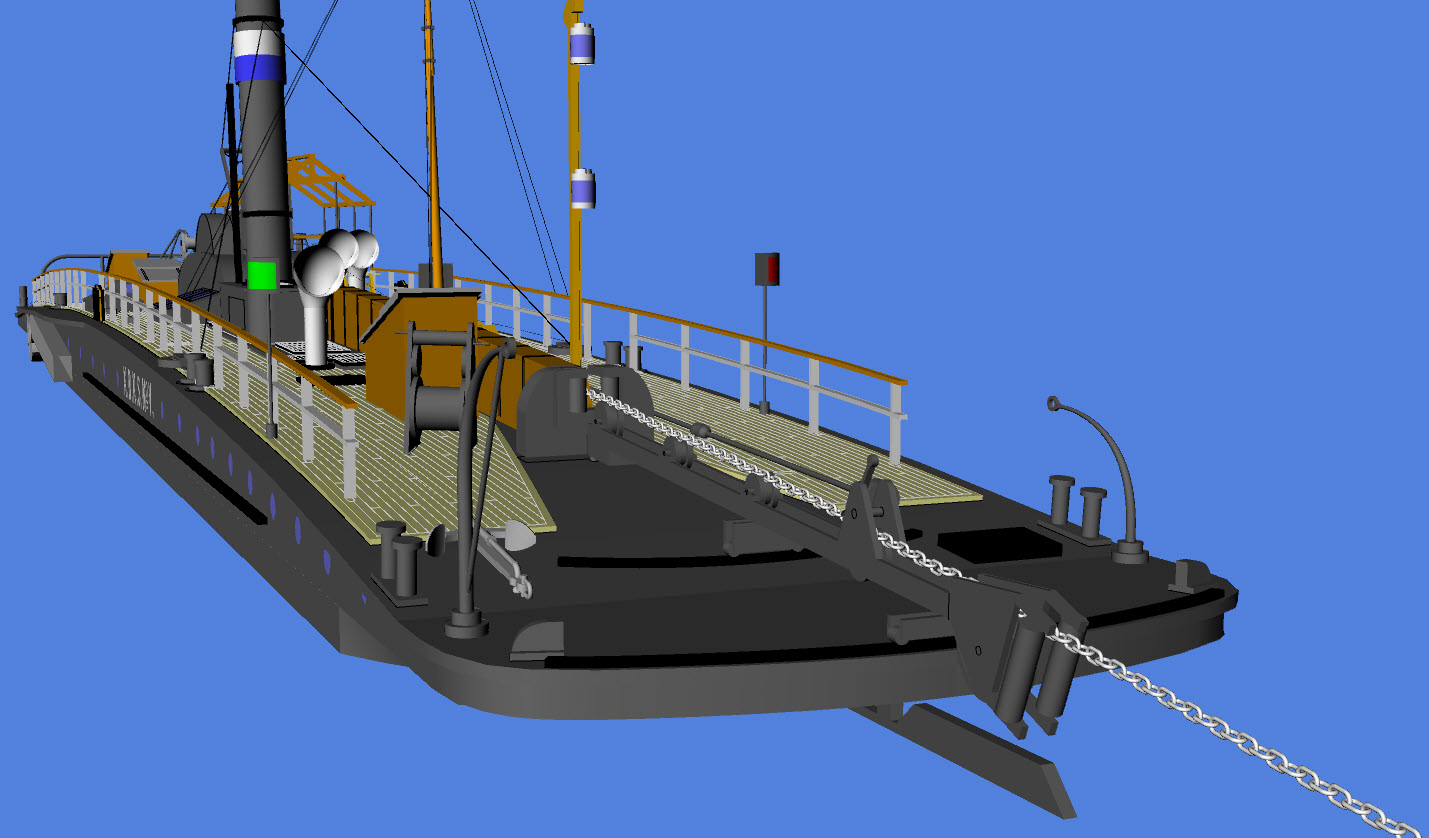
Frontansicht eines Kettenschleppers mit Ausleger

## Kettenschifffahrt
Die Kettenschifffahrt wurde in Frankreich entwickelt und verbreitete sich in der zweiten Hälfte des 19. und in der ersten Hälfte des 20. Jahrhunderts auf vielen Flüssen in Europa.

Seilschiffe im Hafen

## Seilschifffahrt
Auf manchen Flüssen oder Flussstrecken wurde statt einer Kette ein Seil verwendet, zum Beispiel bei der Seilschifffahrt auf dem Rhein von Emmerich bis Bingen oder auf der Maas. Bei Seilen verwendete man die von Fowler für seine Dampfpflüge konstruierte Klappentrommel, welche im vorderen Drittel des Schiffes an der Backbordseite angebracht war. Auf Kanälen in Amerika wurde die Seilschifffahrt zwar geplant, aber nicht umgesetzt.
Auf dem Jenissej in Russland wird auch heute noch die Kasatschinskistromschnelle von einem Schlepper bewältigt. Er zieht die Binnenschiffe an einem Drahtseil flussaufwärts.

## Kette und Seil
Das an der Maas angewandte Drahtseil hatte 25 mm Durchmesser und war aus 42 eisernen Drähten zusammengesetzt. Es wog pro Meter 2,25 kg, während die Kette bei einem Durchmesser von 26 mm 15 kg wog. Kette und Seil stehen sich nach bisheriger Erfahrung folgendermaßen gegenüber: Die Eigentümlichkeit der seitlichen Seilführung verlangt stärkere Schiffskonstruktion und vermehrte Verdrängung, bzw. größeren Tiefgang. Die Steuerung wird nach einer Seite erschwert, Brüche der Seile sind nur durch längere Arbeit (Spleißen) auszubessern, während Ketten nur umgeschäkelt werden müssen. Ketten legen sich besser auf den Grund als Taue. Hingegen ist ein Seil dauerhafter, wenn auch teurer, und deshalb wurden steile Strecken, wie beispielsweise das Binger Loch, mit großem Erfolg mittels Seilen befahren. Die Seile im Rhein hatten einen Durchmesser von 43 Millimetern. Schließlich sind die Seile leichter als die Ketten, und das Geräusch der fahrenden Schiffe ist wesentlich geringer als das der Kettendampfer. Die absolute Gebrauchszeit eines Seiles bzw. der Kette richtet sich unter anderem nach der Stärke des Betriebes. Das erste Seil von Oberkassel nach Bingen hielt 4½, das zweite 5½ Jahre. Das in den 1890er Jahren ausliegende Seil sollte etwa 6½ Jahre halten bei einer Schleppmenge von 9½ bis 10 Mio. Zentnern (=500.000 Tonnen).
Die Seilschiffe auf dem Rhein hatten auch zwei Propeller, damit konnten sie frei zu Tal fahren. Die Tauerei auf dem Rhein existierte von 1873 bis Anfang des 20. Jahrhunderts.
Wesentlicher Vorteil der Tauerei gegenüber freifahrenden Dampfschleppschiffen waren die geringeren Frachtspesen sowohl durch geringeren Kohlenverbrauch der Kettenschiffe als auch durch stark reduzierten Personalaufwand. Nach Meitzen berechnen sich die Kosten der Zugkraft bei einem Schiff von 7000 Zentnern Tragkraft unter gleichen Bedingungen pro Zentner und Meile für Pferdezug auf 0,16, Schleppdampfer auf 0,04, Tauerei auf 0,01 bis 0,02 Pfennig.